# ده مير قمصور دلي ريتش العليا (مارغون)
ده میر قمصور دلي ریتش العلیا (بالفارسية: ده میرقمصوردلی ریچ علیا) هي قرية تقع في إيران في قسم مارغون الريفي. يقدر عدد سكانها بـ 134 نسمة بحسب إحصاء 2016.